# صالح العمراني
صالح العمراني لاعب كرة قدم سعودي محترف، يلعب في مركز الظهير الأيمن في نادي الانتصار .
كانت بداياته مع نادي الصواب و أعاره الصواب إلى نادي النجوم وانتقل بعدها إلى نادي القادسية و أعاره القادسية إلى نادي الرائد لمدة 4 أشهر في بداية 2016 و إنتقل إلى نادي الطائي عام 2017 و انتقل إلى نادي العدالة في عام 2018 و انتقل إلى نادي العروبة مطلع عام 2019 و انتقل إلى نادي العين في صيف 2019 و وقع مع نادي الانتصار مطلع عام 2020 .